# ویلیام هلال
ویلیام هلال یک مهندس هوافضا، افسر نیروی هوایی، استاد دانشگاه، آینده‌پژوه، نویسنده، مشاور و سخنران آمریکایی است. او پروفسور بازنشسته دانشکده مدیریت، فناوری و نوآوری دانشگاه جورج واشینگتن و همچنین مؤسس و رئیس TechCast، یک سیستم مبتنی بر وب می‌باشد که از دانش برای پیش‌بینی پیشرفت‌ها در فناوری‌های نوظهور و روندهای اجتماعی استفاده می‌کند.
هلال بیشتر به دلیل فعالیت‌هایش در زمینه‌های فناوری نوظهور، برنامه‌ریزی راهبردی و نوآوری، با تمرکز ویژه بر آینده‌نگاری راهبردی، فَرگشت اجتماعی، دانش، هوش، خودآگاهی و تغییرات نهادی شناخته شده‌است. تحقیقات او در روزنامه‌ها از جمله نیوزویک و واشینگتن پست منتشر شده‌است. او نویسنده هفت کتاب از جمله سرمایه‌داری جدید، بازارهای داخلی، منابع بی‌نهایت، نوید فناوری، فراسوی دانایی و اقتصاد قرن بیست و یکم است.

## تحصیلات
هلال در سال ۱۹۵۶ مدرک کارشناسی خود را در رشته مهندسی هوافضا از دانشگاه پردو دریافت نمود. سپس در سال ۱۹۷۰، تحصیلات کارشناسی ارشد مدیریت کسب و کار خود از دانشگاه کالیفرنیا، برکلی و سپس، دکترای رشته علوم اجتماعی را از همان مؤسسه در سال ۱۹۷۱ به پایان رساند.

## حرفه
هلال کار آکادمیک خود را با پیوستن به دانشگاه ایالتی سانفرانسیسکو در سال ۱۹۷۰ و در حال تکمیل دکترای خود، آغاز کرد. پس از آن در سال ۱۹۷۱ در دانشگاه آمریکایی منصوب شد. در سال ۱۹۷۹ به دانشگاه جورج واشینگتن پیوست. او مؤسسه دانش و نوآوری را به عنوان یک کار مشترک بین دانشکده مهندسی و دانشکده کسب و کار جورج واشینگتن بنیانگذاری نمود. در سال ۲۰۱۰ به عنوان استاد بازنشسته مدیریت، فناوری و نوآوری در دانشگاه جورج واشینگتن منصوب گشت.
هلال یک کهنه سرباز نیروی هوایی است که به عنوان مهندس هوافضا در پروژه ماه‌نشین آپولو خدمت می‌کرد و در زمان حضورش در نیروی هوایی ایالات متحده درجه سرگردی داشت. او همچنین بنیانگذار و رئیس TechCast است، یک اتاق فکر مجازی که گزارش‌های پیش‌بینی و استراتژی مربوط به روندهای مهم جهانی را ارائه می‌دهد.

## پژوهش
تحقیقات هلال در زمینه نوآوری، طراحی سازمان و مدیریت دانش، جایزه میچل ۱۹۷۷ و مدال بنیاد آزادی را برای او به ارمغان آورده‌است. او تالیفات متعددی در حوزه‌های تغییر نهادی، برنامه‌ریزی راهبردی و پیش‌بینی فناوری‌های نوپدید شامل مقالاتی در مجلات و کتاب‌های معتبر منتشر کرده‌است.

### پیش‌بینی انقلاب دیجیتال و اثرات آن
هلال انقلاب دیجیتال و انقلاب فناوری گسترده‌تری که تمام پیشرفت‌های علم و فناوری را پوشش می‌دهد، مورد مطالعه قرار داده‌است. کار او شامل پیش‌بینی پیشرفت‌های فنی، تأثیرات اجتماعی و شگفتی‌سازها و همچنین تحول حاصل از کسب و کار، دولت و سایر نهادهای اجتماعی است. هلال در حین تجزیه و تحلیل تأثیر فناوری اطلاعات بر عملکرد شرکت‌ها، ایده کلبه الکترونیک که کار از راه دور را تسهیل و واحدهای تجاری سازگار و پویا را تقویت می‌کند، بررسی نمود و امکان ساز و کارهای بازار جایگزین سلسله مراتبی در شرکت‌ها را بررسی کرد که به کارکنان اجازه می‌دهد به عنوان کارآفرینان جزئی، مستقل عمل نمایند.
کار او از طریق بررسی ادبیات، نظرسنجی دلفی و مصاحبه‌ها، جدول زمانی فناوری‌های نوظهور، از جمله رایانه‌های قابل حمل، ابرتراشهها، شبکه‌های اطلاعات عمومی، پردازنده‌های موازی، دستیاران شخصی و سیستم‌های متخصص را با تأثیر اقتصادی پیش‌بینی‌شدهٔ آنها و به‌صورت ترسیمی از محتمل‌ترین سناریوی پیش‌بینی شده‌ای که در طول دو دهه آینده رخ می‌دهد، ارائه نمود. او در مورد تأثیر هوش مصنوعی بر جامعه تحقیق کرد و به این نتیجه رسید که تغییر از موضوعات مبتنی بر دانش به مسائل مرتبط با خودآگاهی، مانند باورها و ایدئولوژی‌ها، می‌تواند برای مقابله با بحران بالندگی جهانی، شامل چالش‌هایی مثل کمبود انرژی، تغییرات آب و هوایی و سلاح‌های کشتار جمعی ضروری باشد.

### حل کلان بحران جهانی
تحقیقات هلال بر به‌هم‌پیوستگی بحران‌های جهانی از جمله تغییرات اقلیم، کمبود انرژی، تروریسم و سلاح‌های کشتار جمعی متمرکز شده‌است. به ذهن می‌رسد، این بحران‌ها حاکی از یک شکست بزرگ‌تر و سیستماتیک به آرامی در حال ظهور در نظم جهانی می‌باشد و نتیجه می‌گیرد که اگرچه روند بهبود ممکن است طولانی و چالش‌برانگیز باشد، ماهیت منتقدانه این رویداد احتمالاً فرصتی برای پرداختن به آن است. نارسایی‌های سازمانی سیستمیک تحقیقات او در مورد کلان بحران جهانی نشان داد که وخامت قابل توجهی ممکن است رخ دهد که منجر به فاجعه یا بدتر شدن تدریجی مشکلات شدید شود. برای پرداختن به این موضوع، او شیوه‌های پایدار، انرژی‌های تجدیدپذیر و تشریک مساعی جهانی را به‌عنوان اقدامات عملی پیشنهاد کرد. تحقیقات بعدی او نشان داد که عواملی مانند تغییرات اقلیم و بی‌ثباتی مالی خطر بالایی برای فجایع جهانی قابل توجه یا حتی فروپاشی تمدن در چندین منطقه در سراسر جهان ایجاد می‌کند. یافته‌های این مطالعه همچنین نشان داد که کسب‌وکار سبز، تجارت الکترونیک، انرژی‌های تجدیدپذیر، کنترل اقلیم و هوش مصنوعی می‌توانند نقش مهمی در ارتقای آینده‌ای پایدار داشته باشند.

### مدیریت ترقی‌گرا
هلال همچنین در شکل‌های پیش‌روندهٔ تغییرات شرکتی و اقتصادی تحقیق کرده‌است. کتاب او، سرمایه‌داری جدید، چگونگی تحول عصر اطلاعات را در کسب و کار و جامعه با بسط ایده‌آل‌های غربی برای سرمایه‌گذاری آزاد و دموکراسی به شرکت‌ها و سایر نهادهای اجتماعی نشان می‌دهد. کتاب دیگر او بازارهای داخلی، تکامل سیستم‌های سازمانی را توضیح می‌دهد که بر اساس اصول تشکیلات اقتصادی آزاد به جای سلسله مراتب و برنامه‌ریزی مرکزی عمل می‌کنند. یک مقاله مهم، به نام بنگاه اقتصادی مشارکتی، داده‌های نظرسنجی نشان‌دهندهٔ ظهور یک مدل ذی‌نفع از شرکتی که اصول سودآوری را با مسئولیت‌پذیری و چگونگی ایجاد مزیت رقابتی ادغام می‌کند، ارائه داد. اقتصاد قرن بیست و یکم با همکاری کنت تیلور، به‌عنوان گلچین مقالاتی از محققانی که اقتصاد سیاسی را در این طرف از هزاره پیش‌بینی می‌کنند، منتشر شد. او مطالعهٔ «برنامه‌ریزی استراتژیک در فورچون ۵۰۰» را با حمایت جنرال موتورز انجام داد و مراحل توسعه فناوری که چرخه حیات فرگشت را تشکیل می‌دهند، ترسیم نمود.
کتاب او، سرمایه‌داری جدید، باورهای کنونی در مورد اقتصاد، جامعه و سیاست را با بحث در مورد اینکه چگونه برخی از نیروهای غیرقابل توقف بر ملت‌ها و نهادهای امروزی تأثیر می‌گذارند، زیر سؤال برد. لارنس جی لاد در نقد کتاب خود اظهار داشت که این کتاب یک بررسی غنی و آسان است از آنچه در سرمایه‌داری قدیمی اشتباه و آنچه در مورد سرمایه‌داری جدید، در رویکرد مسالمت‌آمیز، مشتری‌محور و شبکهٔ سازماندهی شدهٔ آن به تجارت است. این کتاب همچنین شواهدی را ارائه می‌کند که نشان می‌دهد چگونه تغییرات ایجاد شده توسط سرمایه‌داری جدید بر سایر نهادها، از جمله مراقبت‌های بهداشتی، دانشگاه‌ها، ارتش، نظام حقوقی، رسانه‌های عمومی و مذهب سازمان‌یافته تأثیر می‌گذارد.

### دانش، هوش و خودآگاهی
تحقیقات گسترده هلال در مورد دانش، هوش و خودآگاهی به سازمان‌ها کمک کرده‌است تا دارایی‌های دانشی خود را بهتر درک و از آنها استفاده کنند، که منجر به بهبود عملکرد و مزیت رقابتی می‌شود. او در حین بررسی اهمیت مدیریت دانش در میان چشم‌اندازهای کسب‌وکار در حال تحول، یک مدل مفهومی به نام «هوش سازمانی» ارائه نمود که نه تنها از دانش فردی اعضا بلکه دانش جمعی یک سازمان را شامل می‌شود و پیشنهاد نمود که این چارچوب می‌تواند شیوه‌های مدیریت دانش بهتر را تسهیل و تصمیم‌گیری آگاهانه‌تر را برای سازمان‌ها امکان‌پذیر نماید.
در ارزیابی او از وضعیت کنونی و آیندهٔ مدیریت دانش، مطالعهٔ او به این نتیجه رسید که مدیریت دانش به سمت یک پارادایم بنیادی در حال تکامل است، که سه مفهوم اصلی شامل «سیستم‌های خود سازماندهی»، «سازمان‌های الکترونیکی» و «جوامع شرکتی» را در اولویت قرار می‌دهد و توصیه می‌کند که مدیران باید این ساختارهای سازمانی اساسی را پرورش دهند، زیرا آن‌ها تولید طبیعی و انتشار دانش را با اثربخشی بیشتر تسهیل می‌نمایند. او در تحقیقات بعدی خود در مورد مدیریت دانش، استفاده از سیستم‌های یادگیری و تحقیق آنلاین را پیشنهاد داد و به سودمندی آنها برای سازمان‌ها در پیش‌بینی‌های آگاهانه، ارزیابی استراتژی‌ها و رسیدن به نتایج قاطع اشاره کرد. این مطالعه همچنین بر توانایی آن‌ها برای جمع‌آوری دانش ضمنی پراکنده در سراسر سازمان تأکید کرد، در نتیجه مزایای قابل توجهی برای همگام شدن با روندهای در حال تکامل بازار و حفظ مزیت رقابتی فراهم می‌کند. آخرین کتاب او، فراسوی دانش در سال ۲۰۲۲ منتشر شد. این کتاب با ترسیم مدلی از فرگشت اجتماعی با استفاده از داده‌های تاریخی نشان می‌دهد که چگونه فناوری دیجیتال، گوشی‌های هوشمند و هوش مصنوعی دانش را خودکارسازی می‌کنند و به موجب آن، دقت ورای دانش را به عصر خودآگاهی سوق می‌دهند.

## جوایز و افتخارات
- ۱۹۷۷ - جایزه میچل (۱۰۰۰۰ دلار پاداش) شرکت میچل، انجمن توسعه بین‌المللی، دانشگاه هیوستون و باشگاه رم
- ۱۹۸۵ - مدال افتخار جورج واشینگتن، بنیاد آزادی در دره فورج برای برتری در مطالعه شرکت
- ۲۰۰۳ - جایزه اول، مسابقه AOL، مرکز ویرجینیا برای فناوری نوآورانه
- در دایرةالمعارف مک میلان به عنوان یکی از ۱۰۰ آینده‌پژوه تأثیرگذار جهان فهرست شده‌است.
- ۲۰۱۳ - مقاله برجسته، انتشارات زمرد
- ۲۰۲۲ - جایزه یک عمر دستاورد، دیده‌بان‌های بین‌المللی[۲۶]

## کتابشناسی - فهرست کتب
- سرمایه‌داری جدید (۱۹۸۶) ISBN 978-0-471-87472-0
- بازارهای داخلی (۱۹۹۳) ISBN 978-0-471-59364-5
- مدیریت جدید: آوردن دموکراسی و بازارها در سازمانها (۱۹۹۶) ISBN 978-1-881052-53-1
- منبع بی‌نهایت (۱۹۹۸) ISBN 978-0-7879-1015-0
- اقتصاد قرن بیست و یکم: دیدگاه‌های اقتصاد اجتماعی برای جهانی در حال تغییر (۱۹۹۹) ISBN 978-0-312-16199-6
- وعده فناوری: دانش تخصصی در مورد تحول کسب و کار و جامعه (۲۰۰۸) ISBN 978-0-230-01954-6
- فراسوی دانش: چگونه فناوری عصر آگاهی را پیش می‌برد (۲۰۲۲) ISBN 978-1-73729-501-3